# Парада-де-Пиньян
Парада-де-Пиньян (порт. Parada de Pinhão)  —  район (фрегезия) в Португалии,  входит в округ Вила-Реал. Является составной частью муниципалитета  Саброза. По старому административному делению входил в провинцию Траз-уж-Монтиш и Алту-Дору. Входит в экономико-статистический  субрегион Доуру, который входит в Северный регион. Население составляет 347 человек на 2001 год. Занимает площадь 5,45 км².